# EICMA

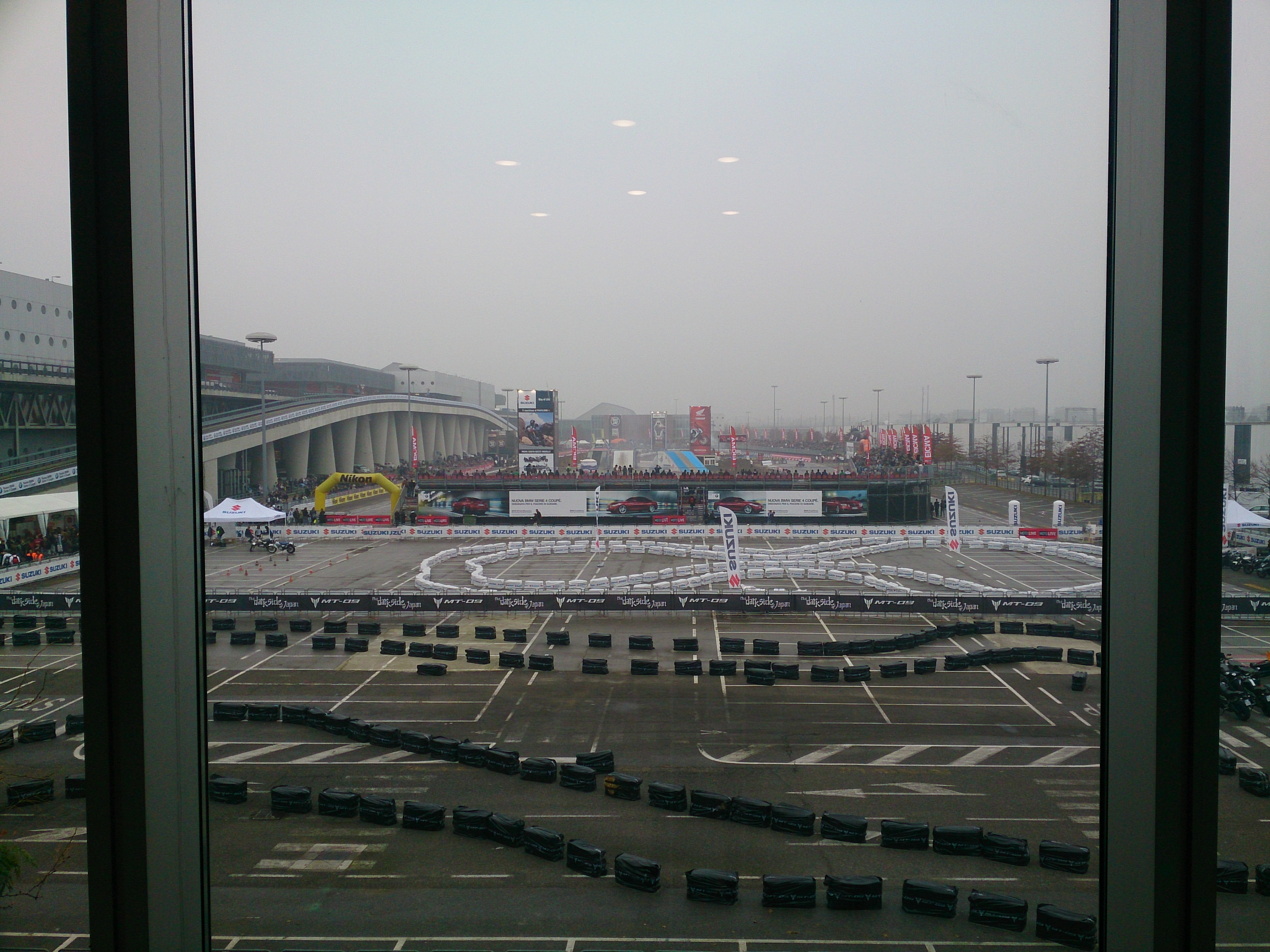
EICMA 2013

Die EICMA (Abk. für italienisch Esposizione Internazionale Ciclo Motociclo e Accessori, auf deutsch Internationale Ausstellung für Fahrräder, Motorräder und Motorrad-Zubehör) in Rho bei Mailand ist die weltweit größte  und wichtigste Messen für Motorräder.
2021 wurde der Name abgeändert von Esposizione Internazionale Ciclo e Motociclo (dt.: Internationale Messe für Fahrrad und Motorrad) zu Esposizione Internazionale delle Due Ruote (Internationale Zweirad-Messe).

## Geschichte
Die Veranstaltung entwickelte sich aus einer Automobilausstellung und wurde erstmals im Jahr 1914 als reine Motorradmesse in Mailand abgehalten. Sie findet jährlich meist im November statt und zahlreiche Motorrad-Hersteller nutzen diese Möglichkeit, ihre neuen Modelle für die nächste Saison zu präsentieren. Im Jahr 2020 wurde sie aufgrund der CoVid-19-Pandemie abgesagt.

## Programm
Neben den Messeständen der Hersteller, wo Innovationen und neue Produkte präsentiert und Pressekonferenzen abgehalten werden, gibt es ein Freigelände auf dem Rennen, Live-Fernsehübertragungen, Motorsport-Events und Shows stattfinden. Zudem bewerben auch Aussteller die Reise- und Freizeitangebote rund um das Motorrad, Fahrrad, Motorradhotels, Motorradbekleidung, Fahrradbekleidung und Zubehör. Ein weiterer Bereich ist behandelt Gaming, bei dem Besucher virtuell Motorradrennen fahren können.

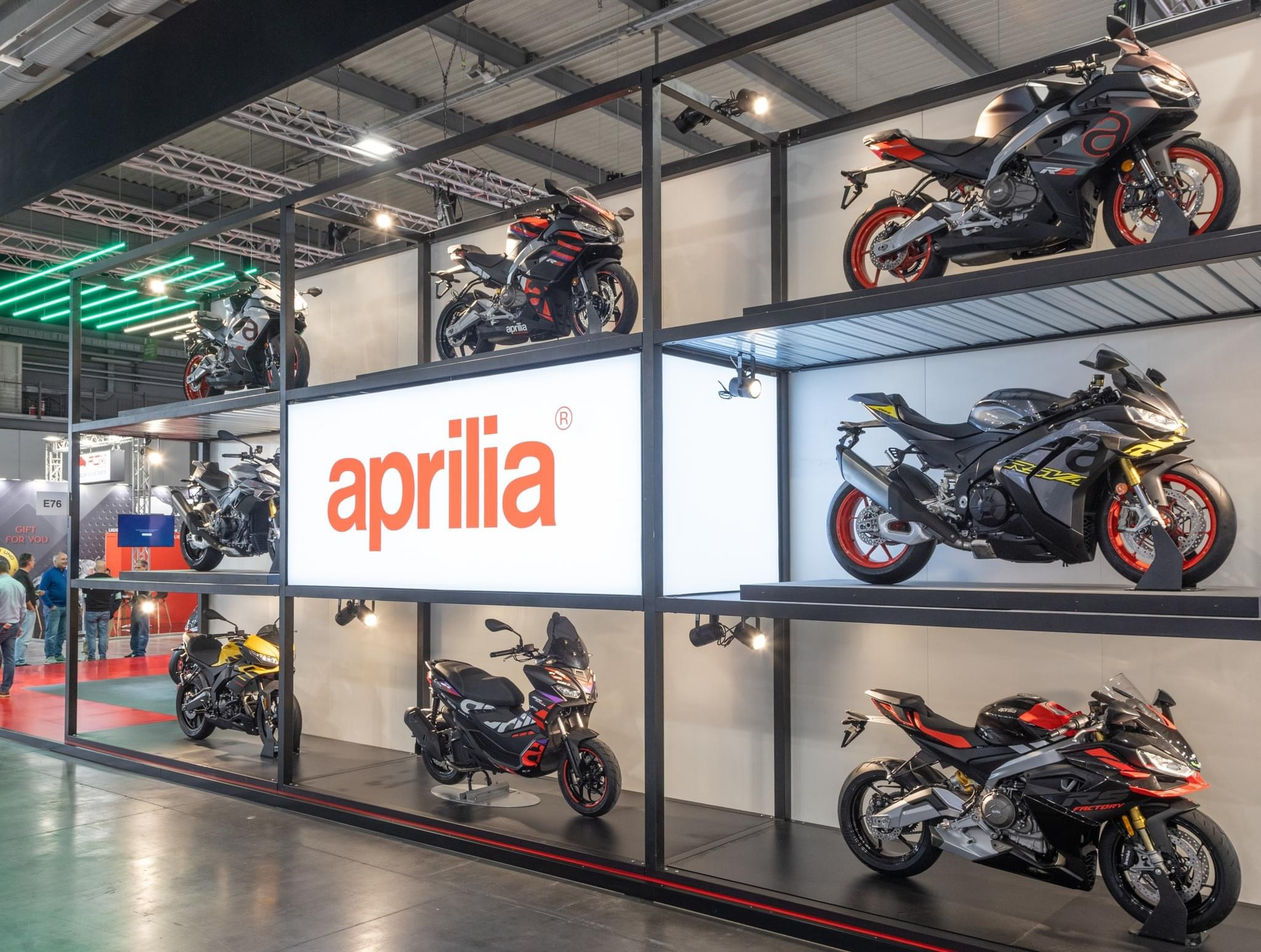
Messestand des Motorrad- und Motorrollerherstellers Aprilia auf der EICMA 2024

## Wissenswertes
Die Messe wird von EICMA SpA, einer Tochtergesellschaft der ANCMA (Associazione Nazionale Ciclo Motociclo Accessori), dem italienischen Handelsverband für Unternehmen aus dem Bereich Zweiräder, Vierräder, Teile und Zubehör, organisiert und steht unter der Schirmherrschaft der Europäischen Kommission (seit 2023), der Region Lombardei, der Kommune Milano und der Kommune Rho.
Der Präsident der EICMA ist Pietro Meda und der CEO ist Paolo Magri.